# Rumbledethumps

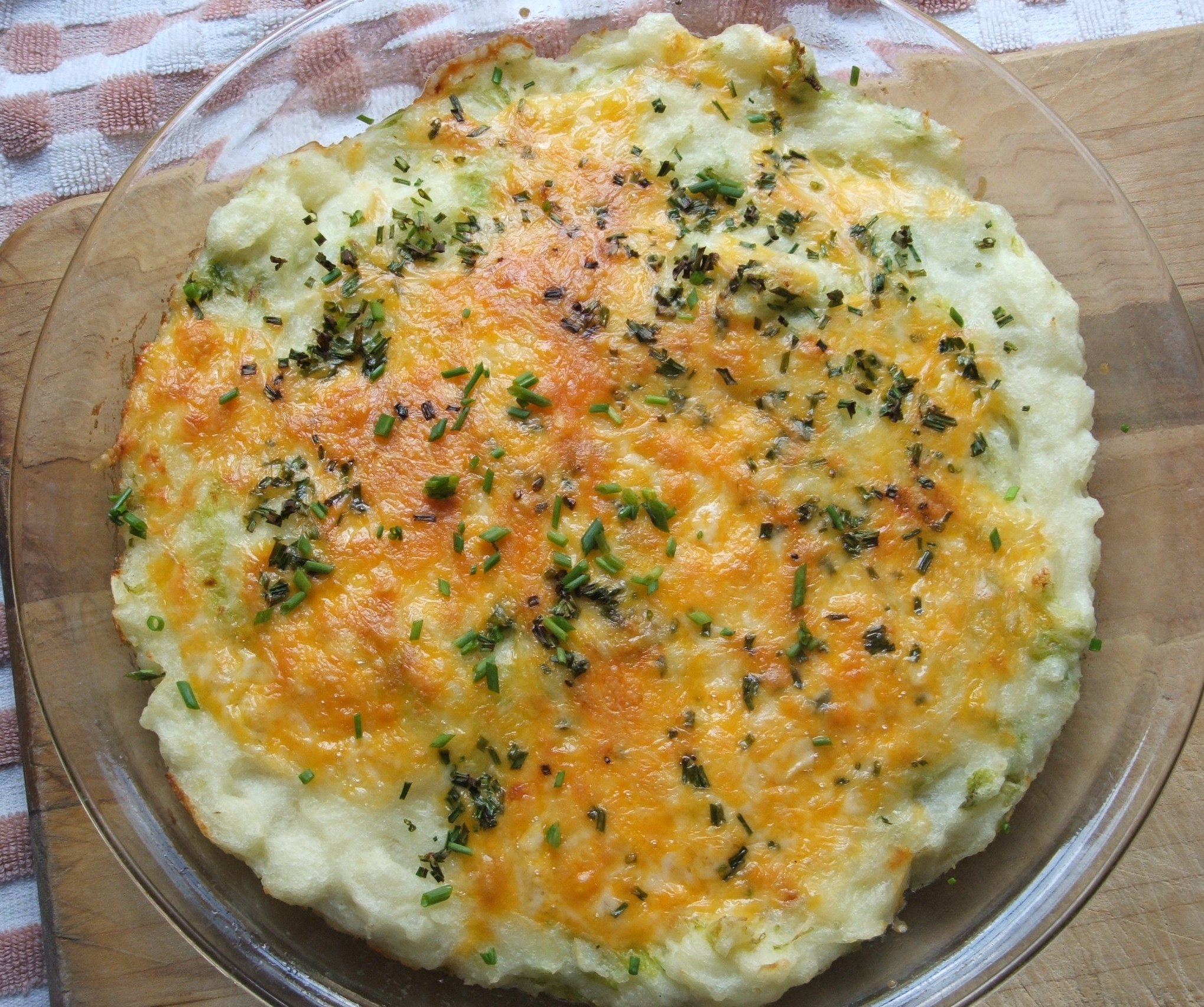
Un rumbledethumps à peine sorti du four.

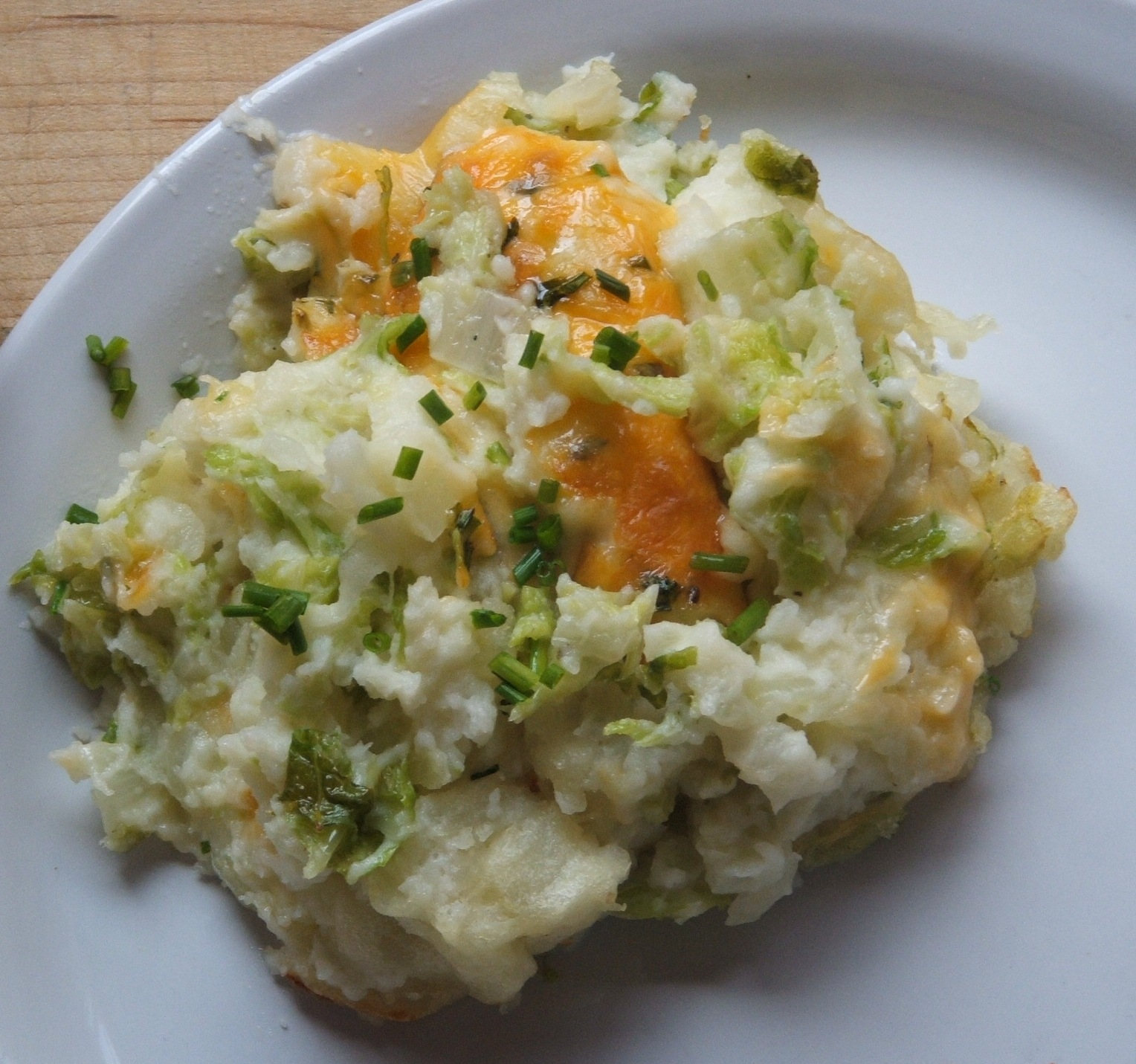
Portion de rumbledethumps.

Le rumbledethumps est un mets traditionnel de la région des Scottish Borders (Écosse), dont les principaux ingrédients sont la pomme de terre, le chou et l'oignon. Ce plat, similaire au colcannon irlandais, ou au bubble and squeak anglais, peut être servi en accompagnement d'un plat principal ou seul.
Ce plat se prépare parfois avec les restes d'un roast (rôti du dimanche), mais, pour réaliser un rumbledethumps frais, il faut faire sauter légèrement l'oignon et le chou haché dans du beurre jusqu'à ce que le premier devienne transparent et que le second soit bien échaudé, puis ajouter la purée avec du beurre, assaisonnée de sel et de poivre. Ensuite, la préparation est bien mélangée, mise dans un récipient allant au four, éventuellement couverte de cheddar ou d'un fromage similaire, et cuite au four jusqu'à coloration dorée sur le dessus.
Dans une variante de l'Aberdeenshire, appelée kailkenny, on remplace le beurre dans les pommes de terre par de la crème.
Gordon Brown a proposé une recette de rumbledethumps pour un livre de recettes du collège Donaldson pour les sourds, en le décrivant comme son plat préféré.
En 2009, le chef Tom Kitchin a cuisiné des rumbledethumps dans le cadre de son menu écossais, pour la quatrième série du programme télévisé de la BBC, Great British Menu.

## Plats similaires
Il existe de nombreuses variantes ou plats similaires en Europe et aux États-Unis :
- Biksemad (Danemark)
- Bubble and squeak (Angleterre)
- Clapshot
- Colcannon (Irlande)
- Papet vaudois (Suisse)
- Pyttipanna (Suède)
- Roupa velha (« vieux vêtements », en portugais) (Portugal), souvent fait avec les restes de cozido à portuguesa
- Stamppot (Pays-Bas)
- Stoemp (Belgique)
- Stovies (Écosse)
- Trinxat (région d'Empordà, Catalogne, et Andorre)